# Хайден, Ульрих
Ульрих Хайден (нем. Ulrich Heyden; род. 24 сентября 1954, Гамбург) — немецкий журналист и писатель. Соавтор книги о современной оппозиции в России. С 1992 года был внештатным корреспондентом немецких СМИ в Москве.

## Биография
После окончания средней школы в Гамбурге в 1974 году Хейден учился на авиастроительном отделении и работал с 1977 по 1980 механиком. С 1981 по 1985 год получал второе экономическое образование в Гамбурге, а затем учёную степень по средневековой и современной истории в университете Гамбурга, который закончил в 1990 году.
В 1991 году Хайден работал в качестве документалиста в Spiegel-Archiv. С 1992 года он был внештатным корреспондентом в Москве, в том числе для изданий WOZ Die Wochenzeitung (Цюрих) и Der Freitag. 
С 1998 по 2009 Хайден корреспондент газеты Die Presse в России. С 2001 по 2014 корреспондент газеты Sächsische Zeitung в Москве.
С 2010 года Хайден также корреспондент новостного интернет-издания Telepolis, рассказывает о текущих событиях в России и соседних странах.
Хайден периодически даёт комментарии для московской радиостанции «Эхо Москвы», «Русской Службы Новостей» и «Говорит Москва» о событиях в Германии и России.
В марте 2015 года презентовал документальный фильм-расследование «Беглый огонь» о трагических событиях в Одессе 2 мая 2014 года.